# Babat Lama
Babat Lama is een bestuurslaag in het regentschap Lahat van de provincie Zuid-Sumatra, Indonesië. Babat Lama telt 220 inwoners (volkstelling 2010).